# Graal-Müritz
Graal-Müritz là một thị xã ở bang Mecklenburg-Vorpommern, Đức. Thị xã tọa lạc ở huyện Bad Doberan, gần Rostock, Ribnitz-Damgarten và Stralsund.
Graal-Müritz là một trong những điểm đến du lịch phổ biến của Đức. Thị xã giáp cả Biển Baltic và rừng Rostocker Heide.

## Hình ảnh

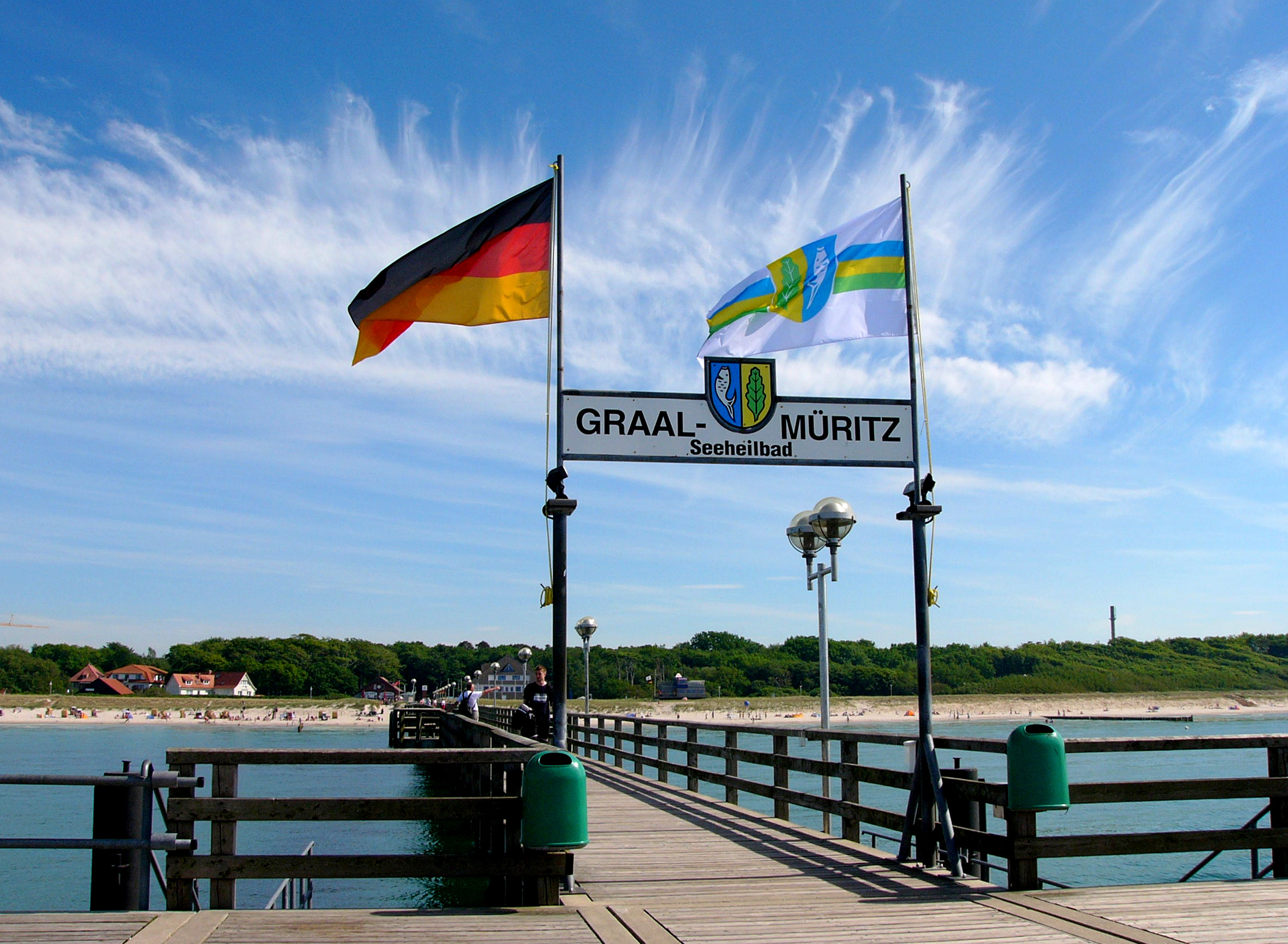
Bến cảng Graal-Müritz
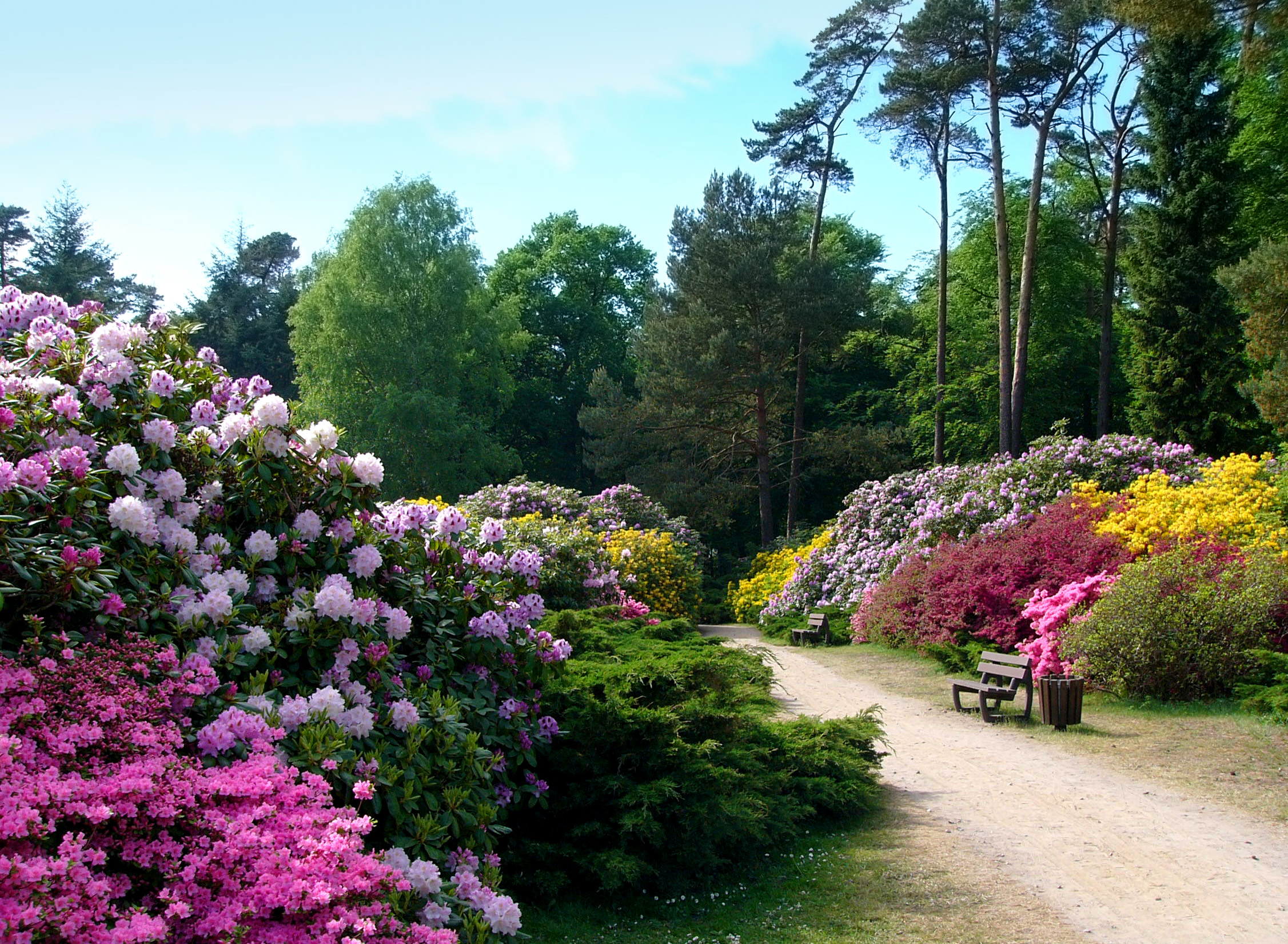
Công viên Rhododendron
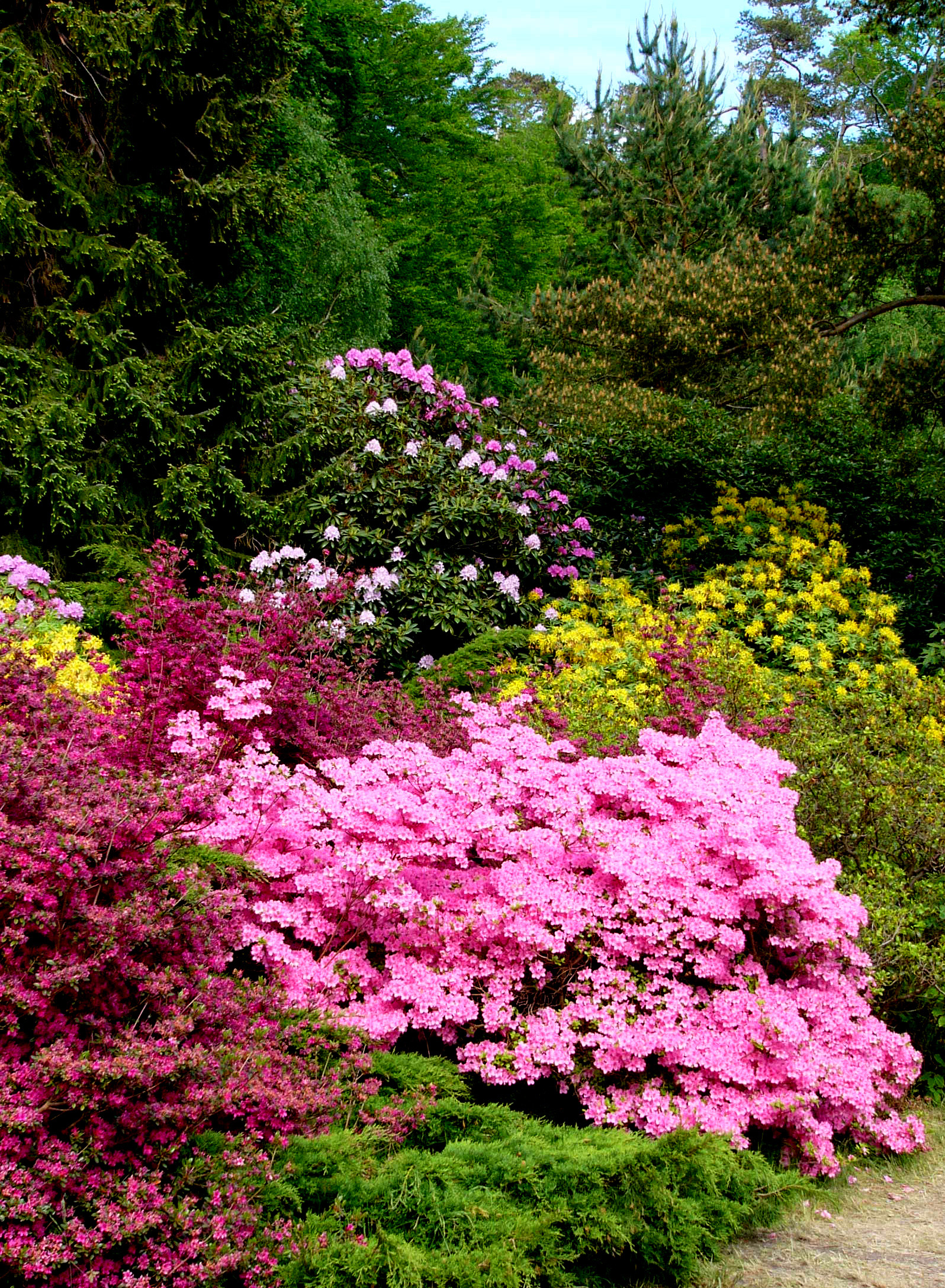
Công viên Rhododendron